# Orthopodomyia pulcripalpis
Orthopodomyia pulcripalpis är en tvåvingeart som först beskrevs av Camillo Rondani 1872.  Orthopodomyia pulcripalpis ingår i släktet Orthopodomyia och familjen stickmyggor. Inga underarter finns listade i Catalogue of Life.